# مندلتنا (آلاسکا)
مندلتنا (به انگلیسی: Mendeltna) شهری در ناحیه سرشماری والدز-کوردووا، آلاسکا ایالت آلاسکا است که جمعیت آن در سرشماری سال ۲۰۰۰ میلادی ۶۳ نفر بوده‌است.